# Пентті Ескола
Пентті Ееліс Ескола (фін. Pentti Eelis Eskola 8 січня 1883, Леллайнен, Хонкілахті, — 6 грудня 1964, Гельсінкі)  — фінський геолог і петрограф, член Академії Фінляндії (1921).

## Біографія
Закінчив Гельсінський університет (1906).
З 1910 р. викладав у цьому університеті, у 1924—53 рр. — професор мінералогії і петрографії.
З 1928 р. — директор інституту геології.

## Науковий доробок
Досліджував геологію Скандинавії, Північної Америки та Забайкалля. Основні праці — з докембрію Фінляндії та Карелії. Вивчав метаморфізм гірських порід, явище анатексису, генезис гранітної магми. Вперше застосував принципи фізичної хімії до проблем петрографії. Сформулював поняття «мінеральна фація» (1920), раніше введене Аманцом Греслі.
На його честь названий мінерал есколаїт.